# كينغ فلويد
كينغ فلويد (بالإنجليزية: King Floyd)‏ هو كاتب أغاني ومغني أمريكي، ولد في 13 فبراير 1945 في نيو أورلينز في الولايات المتحدة، وتوفي في 6 مارس 2006 بسبب سكتة والسكري.

## وصلات خارجية
- كينغ فلويد على موقع IMDb (الإنجليزية)
- كينغ فلويد على موقع ميوزك برينز (الإنجليزية)
- كينغ فلويد على موقع ديسكوغز (الإنجليزية)